# 上伊納姆巴里區
上伊納姆巴里區（西班牙語：Distrito de Alto Inambari），是秘魯的一個區，位於該國東南部普諾大區的桑迪亞省，始建於1994年9月13日，面積1,124.88平方公里，海拔高度1,340米，2005年人口8,841，人口密度每平方公里7.9人。